# Oswego (Kansas)
Oswego es una ciudad ubicada en el condado de Labette en el estado estadounidense de Kansas. En el año 2010 tenía una población de 1829 habitantes y una densidad poblacional de 332,55 personas por km².

## Geografía
Oswego se encuentra ubicada en las coordenadas 37°10′4″N 95°6′34″O / 37.16778, -95.10944 (37.167728, -95.109453).

## Demografía
Según la Oficina del Censo en 2000 los ingresos medios por hogar en la localidad eran de $30,656 y los ingresos medios por familia eran $38,631. Los hombres tenían unos ingresos medios de $26,289 frente a los $20,000 para las mujeres. La renta per cápita para la localidad era de $12,974. Alrededor del 10.9% de la población estaban por debajo del umbral de pobreza.